# Doo-Bop
Doo-Bop — останній студійний альбом американського джазового трубача Майлза Девіса. Він був записаний з хіп-хоп продюсером Easy Mo Bee і випущений посмертно 30 червня 1992 року лейблом Warner Bros. Records. Більшість критиків сприйняли альбом негативно, хоча наступного року він отримав премію Ґреммі за найкраще інструментальне виконання в стилі R&B.

## Передумови
Проєкт виник після того, як Девіс влітку сидів у своїй нью-йоркській квартирі з відчиненими вікнами та слухав звуки вулиць. Він хотів записати альбом музики, яка б відображала ці звуки. На початку 1991 року Девіс зателефонував своєму другові Расселу Сіммонсу і попросив його знайти молодих продюсерів, які могли б допомогти у створенні подібної музики, що призвело до співпраці Девіса з Easy Mo Bee.
На момент смерті Девіса в 1991 році було завершено лише шість частин для альбому. Warner Bros. попросили Easy Mo Bee взяти деякі з невиданих партій на трубі (з невиданого альбому 1985 року Rubberband, який згодом був випущений як альбом у 2019 році) і створити на їх основі треки, які «сподобалися б Девісу». Посмертними треками альбому (як зазначено в анотації) стали «High Speed Chase» та «Fantasy». Реприза пісні «Mystery» завершила дев'ятитрековий альбом.

## Реліз та відгуки
Назва є грою слів двох музичних жанрів ду-воп (Doo-Wop) та бібоп (Be-Bop). Платівка Doo-Bop була випущена лейблом Warner Bros. Records 30 червня 1992 року. До травня 1993 було продано близько 300 000 копій по всьому світу. Альбом отримав негативні відгуки від більшості критиків. Грег Тейт назвав його «несуттєвим» джаз-реп-записом Девіса, тоді як Billboard визнав, що альбом, виконаний у стилі R&B, не є «настільки глибоким», як його фанкові записи 1970-х років. В Entertainment Weekly Грег Сендоу писав, що соло Девіса були виконані з «бездоганною логікою і тужливою витонченістю», але супроводжувалися заїждженим гостьовим репом і неавангардними хіп-хоп бітами, що зводило Doo-Bop до «елегантних звукових шпалер». Критик Los Angeles Times Дон Сноуден вважав, що альбом «мав успіх лише уривками» через те, що Девіс вперше працював з хіп-хоп треками, «жорсткість» яких, на думку Сноудена, часто зводила його «приглушену ехо-трубу до ще одного інструментального кольору в міксі». Річард Вільямс з The Independent вважав ці треки регресом від альбому Tutu (1986), що мав ембієнтний відтінок, оскільки вони надихнули Девіса на трубні імпровізації, які демонстрували «ритмічну банальність, яка ніколи не була помітною в доелектронній грі Майлза».
У позитивній рецензії журнал Q назвав Doo-Bop «колекційною річчю … такою ж модною, сексуальною, відкритою і складною, як і найкращі його роботи з того часу, як він вирішив звернутися до музики FM-радіостанцій у 1980-х роках». Журнал Musician вважав його приємним хіп-хоп альбомом і доступним вступом до музики Девіса для «молодих вух, відвиклих від сучасних бітів». У DownBeat Робін Толлесон писав, що Девіс звучав менш боязко, ніж на попередніх записах, оскільки «його фрази і концепція різко адаптуються від мелодії до мелодії». Doo-Bop отримав премію Ґреммі 1993 року за найкраще інструментальне R&B-виконання.

## Трек-лист
Всі композиції написані Майлзом Девісом та Easy Mo Bee, за винятком зазначених окремо
| Сторона 1 | Сторона 1          | Сторона 1                           | Сторона 1  |
| #         | Назва              | Автор музики                        | Тривалість |
| --------- | ------------------ | ----------------------------------- | ---------- |
| 1.        | «Mystery»          |                                     | 3:56       |
| 2.        | «The Doo-Bop Song» |                                     | 5:02       |
| 3.        | «Chocolate Chip»   | Девіс, Easy Mo Bee, Дональд Хепберн | 4:41       |
| 4.        | «High Speed Chase» | Девіс, Easy Mo Bee, Ларрі Мізелл    | 4:40       |

| Сторона 2 | Сторона 2           | Сторона 2  |
| #         | Назва               | Тривалість |
| --------- | ------------------- | ---------- |
| 5.        | «Blow»              | 5:07       |
| 6.        | «Sonya»             | 5:32       |
| 7.        | «Fantasy»           | 4:38       |
| 8.        | «Duke Booty»        | 4:56       |
| 9.        | «Mystery (Reprise)» | 1:26       |

## Персоналії
Музиканти
- Майлз Девіс — труба
- Дерон Джонсон — клавішні
- J.R — виконавець
- A.B. Money — виконавець

Продакшн
- Easy Mo Bee — продюсер
- Метт Пірсон — асистент продюсера
- Гордон Мельцер — заступник виконавчого продюсера

- Даніель Берофф — звукоінженер
- Реджинальд Дозьє — звукоінженер
- Зейн Джайлз — звукоінженер
- Ренді Холл — звукоінженер
- Джон МакГлейн — звукоінженер
- Брюс Мур — звукоінженер
- Артур Штойер — звукоінженер
- Кірк Яно — звукоінженер
- Д'Ентоні Джонсон — звукоінженер, зведення
- Ерік Лінч — звукоінженер, зведення
- Тед Єнсен — мастеринг

- Родні Лукас — технічна служба
- Фейт Ньюман — продакшн-служба
- Лінда Берк — продакшн-служба
- Робін Лінч — арт-директор
- Енні Лейбовіц — фото
- Майкл Бенабіб — фото